# رهف القنون
رهف محمد مطلق القَنّون (11 مارس 2000) هي فتاة سعودية أثارت قضيتها الرأي العام في السعودية وخارِجها بعد هُروبها من أهلها المقيمين في الكويت إلى تايلاند بدعوى التعنيف الأسري.

## الحياة المُبكّرة
وُلدت رهف عام 2000 في السعودية وعاشت وترعرت هناك حتى سنّ التسعة عشر. يشغلُ والدها منصبَ محافظ مدينة السليمي في منطقة حائل، ولديها تسعُ أشقاء. حسبَ تصريحات رهف؛ فإنّ أسرتها منعتها من الدراسة في الجامعة التي تُريد هي الدراسة فيها كما حبسها شقيقها بمساعدة من والدتها لشهور وذلك بعدما قصّت شعرها بل تعرضت للإيذاء الجسدي والنفسي وكانت قابَ قوسين أو أدنى من أن يُفرض عليها زواج تقليدي بدون رغبتها. تعرضت رهف لتهديدات بالقتل بسبب ارتدادها عن الإسلام. جديرٌ بالذكر هنا أنّ الردة تُعتبر جريمة داخلَ المملكة العربية السعودية ويُعاقب عليها بالإعدام حسب ما هوَ منصوص عليهِ في الشريعة الإسلامية.

## خلفية
تعودُ القصة للسابعِ من يناير/كانون الثاني 2019 حينَما فتحت رهف حسابًا لها على موقع التدوين المُصغر تويتر وطلبت مساعدة النشطاء في مجال حقوق الإنسان وباقي الفاعلين في المجتمع المدني بشكلٍ عام. حسب ما نشرتهُ رهف نفسها فقد رفضت الصعود على متن رحلة جوية منطلقة من العاصمة بانكوك إلى الكويت وقامت بتحصين نفسها في غرفة فندق المطار التي كانت تتواجد به مانعة أيًا كان من الدخول إليها. استنجدت رهف بكلّ الموجودين على موقع التدوين المصغر من أجل إنقاذها خاصّة أنّها ارتدّت عن الدين الإسلامي وبالتالي فهي تواجهُ خطر القتل في حالة ما أُعيدت إلى المملكة العربية السعودية. أثناء ذلك؛ برزت الحقوقيّة المصرية منى الطحاوي التي تبنّت استغاثة رهف فعملت على مساعدتها بعد التواصلِ معها من خلال إيصال صوتها لباقي المنظمات الحقوقيّة العالمية بما في ذلك هيئة الأمم المتحدة.
في البداية قامت رهف بنشرِ تسجيلٍ مصور على موقع تويتر تطلب فيه المساعدة واللجوء والحماية وتؤكد على وجودها في تايلاند ثم نشرت تسجيلًا آخر تقول فيه: «سيقتلونني ... حياتي في خطر. عائلتي تهدد بقتلي على أبسط الأشياء.» كانَ من المفترض أن يتم ترحيل القنون على متن الخطوط الكويتية إلى الكويت مجددًا إلا أن الطائرة التي كانت من المفترض أن تُقلها أقلعت في الوقتِ الذي ظلت فيه رهف متحصنة داخلَ غرفة الفندق.

## اللجوء
بعد عدّة ساعات من الشد والجر تدخلت المفوضية العليا لشؤون اللاجئين على الخط واعتبرت الشابة رهف الهاربة من أسرتها من المملكة العربية السعودية لاجئة وطلبت من أستراليا منحها حق اللجوء. في السياق ذاته؛ أعلنت وزارة الداخلية الأسترالية أنها ستدرس ملفها مثلما تفعلُ عادة معَ الملفات التي تتلقاها من المفوضية العليا للاجئين. في المُقابل نشرت وزارة الخارجية السعودية بيانًا قالت فيه: «إن رهف لا يوجد لديها حجز عودة، مما يتطلب ترحيل السلطات التايلاندية لها.» أمّا عبد الإله الشعيبي القائم بأعمال السفارة في بانكوك فقد قالَ أنّ الفتاة استغلت وجودها مع والدها في الكويت وهربت مُبينًا أن والدها الذي يقيم ما بين الكويت وحائل هو الذي قدم بلاغًا بهروبها. ونفى الشعيبي سحب السفارة جواز سفرها قائلًا: «لم يلتقها أحد من الدبلوماسيين، لأنها موقوفة في منطقة بالمطار، يحظر فيها وصول الدبلوماسيين، والسلطات التايلاندية هي التي سحبت جواز سفرها، لمخالفتها الأنظمة.» وفي فيديو جديد تمّ تداولهُ بكثرة على مواقع التواصل الاجتماعي؛ ظهرَ الشعيبي أثناء محادثاته مع بعض المسؤولين التايلانديين حول مصير الفتاة السعودية الهاربة رهف القنون وهوَ يقول: «كان الأحرى بهم أن يسحبوا جوالها بدلا من جواز سفرها ... لقد استخدمت هاتفها لفتح حسابٍ على تويتر وكسب عشرات آلاف الصداقات، مما أعطى قضيتها صدى دوليًا واسعًا.»
أعلنت دولة كندا في الثاني عشر من يناير/كانون الثاني من عام 2019 قبولَ طلب لجوء رهف؛ حيث ظهرَ رئيس الوزراء الكندي جاستن ترودو في فيديو قالَ فيه: «عُرفَ عن كندا وقوفها إلى جانب حقوق الإنسان وحقوق المرأة حول العالم، لذا عندما طلبت الأمم المتحدة من كندا منح اللجوء لرهف القنون، وافقنا على الطلب.» في وقتٍ لاحق من ذاك اليوم؛ وصلت القنون إلى مطار تورنتو وكانَ في استقبالِها وزيرة الخارجية الكندية كريستيا فريلاند التي وصفتها بأنها «مواطنة كندية جديدة وهي شجاعة للغاية» كما أكّدت في ذات السياق على أنّ رهف متعبة جرّاء المحنة التي مرت بها وبسبب رحلتها الطويلة، لذا فلن تدلي بأي تصريح في الوقتِ الحالي.

## ردود الفعل
أثارت قضيّة رهف جدلًا كبيرًا في الأوساط الدولية بسببِ تشابك خيوط قصتها. تقولُ رهف القنون إنّها كانت في إجازة مع أسرتها في الكويت فقررت الفِرار إلى أستراليا على أملِ تقديم طلب لجوء عن طريق استقلال طائرة من بانكوك لكنّها تفاجأت وصُدمت بسبب مطاردتها من قِبل دبلوماسي سعودي أصرّ على احتجاز جواز سفرها. في هذا السياق؛ صرّحَ فيل روبرتسون أحدُ العامِلين في منظمة هيومن رايتس ووتش: «يبدو أن الحكومة التايلاندية تختلقُ قصةً تقول فيها إن رهف حاولت التقديم إلى تأشيرة وإن طلبها رفض ... والحقيقة أن لديها تذكرة ذهاب إلى أستراليا، ولم تكن تريد دخول تايلاند أصلًا ... السلطات التايلاندية تعاونت كما هو واضح مع السعودية، وذلك لأن مسؤولين سعوديين تمكنوا من الوصول إلى الطائرة عند هبوطها.» من جهتهِ نشر مايكل ببج نائب رئيس قسم الشرق الأوسط في ذاتِ المنظمة بيانًا وردَ فيه: «السعوديات اللاتي يهربنَ من أسرهن قد يواجهن عنفًا شديدًا من أقاربهن، والحرمان من الحرية، وأخطارًا أخرى إن أكرهن على العودة.»
بعدَ حوالي أربع أيام من «إنقاذها»؛ علّقت الشابة السعودية رهف – التي كانت لا تزالُ تنتظر ردَ السلطات الأسترالية حولَ طلب اللجوء – حسابَها على موقع التواصل الاجتماعي تويتر وسطَ أنباء تُشير إلى أنّ السبب هو تلقيها تهديدات بالقتل. من جهتها ذكرت صوفي مكنيل الصحفية في هيئة الإذاعة الأسترالية أنّ «رهف آمنة وفي حالة جيدة لكنها ستبتعد لبعض الوقت عن تويتر ... لقد تلقت الكثير من التهديدات بالقتل.»